# Рівноприскорений рух

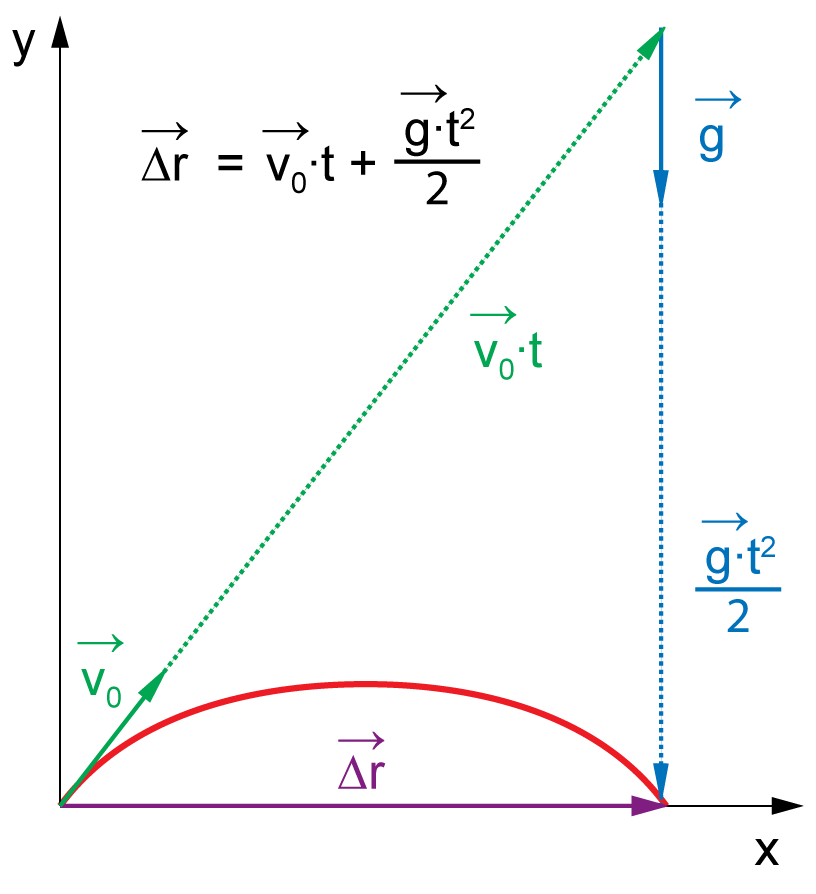
Рівноприскорений рух у полі тяжіння Землі. На малюнку видно, що переміщення складається з прямолінійного рівномірного руху і вільного падіння

Рівноприскорений рух — найпростіший вид механічного руху, при якому прискорення залишається сталим. Частковим випадком рівноприскореного руху є рівносповільнений рух, який відбувається тоді, коли напрямки початкової швидкості і прискорення протилежні.
Прикладом такого руху є політ в однорідному полі сили тяжіння каменя, кинутого під кутом {\displaystyle \alpha } до горизонту за умови, що опором повітря можна знехтувати: камінь летить зі сталим прискоренням {\displaystyle {\vec {a}}={\vec {g}}}, спрямованим вертикально вниз.
Траєкторія має вигляд ділянки параболи або прямої.
Загальна формула:
{\displaystyle {\vec {a}}={\frac {{\vec {v}}-{\vec {v}}_{0}}{t}}},
де {\displaystyle {\vec {a}}} — прискорення (визначається в SI в м/с2), {\displaystyle {\vec {v}}} — кінцева швидкість, {\displaystyle {\vec {v}}_{0}} — початкова швидкість, {\displaystyle t} — час.
Формули швидкості та шляху для прискореного руху:
1) при одновимірному рівноприскореному русі швидкість тіла змінюється з часом лінійно за законом:
{\displaystyle {\vec {v}}={\vec {v}}_{0}+{\vec {a}}t\ };
2) формула координати тіла:
{\displaystyle x=x_{0}+v_{0x}t+{\frac {1}{2}}a_{x}t^{2}};
3) формула проєкції переміщення:
{\textstyle s_{x}=v_{0x}t+{\frac {1}{2}}a_{x}t^{2}};
4) формула проєкції переміщення, якщо {\displaystyle t} невідомий:
{\displaystyle s_{x}={\frac {v_{x}^{2}-v_{0x}^{2}}{2a}}}

## Характер рівноприскореного руху
Рівноприскорений рух відбувається в площині, що містить вектори прискорення {\displaystyle {\vec {a}}} і початкової швидкості {\displaystyle {\vec {v}}_{0}}. З урахуванням того, що {\displaystyle {\vec {v}}={\rm {d}}{\vec {r}}/{\rm {d}}t} (тут {\displaystyle {\vec {r}}} — радіус-вектор), траєкторію описує вираз
{\displaystyle {\vec {r}}(t)={\vec {r}}_{0}+{\vec {v}}_{0}t+{\frac {{\vec {a}}t^{2}}{2}}}.
На заданому інтервалі часу вона являє собою ділянку параболи, яка за паралельності (тобто спів- або проти-спрямованості) векторів {\displaystyle {\vec {a}}} і {\displaystyle {\vec {v}}_{0}} перетворюється на відрізок прямої.
Для кожної з координат, скажімо {\displaystyle y}, можна записати вирази аналогічної структури:
{\displaystyle y(t)=y_{0}+v_{0y}t+{\frac {a_{y}t^{2}}{2}}},
де {\displaystyle a_{y}} — складова прискорення вздовж осі {\displaystyle y}, а {\displaystyle {\vec {r}}_{0}=x_{0}{\vec {i}}+y_{0}{\vec {j}}+z_{0}{\vec {k}}} — радіус-вектор матеріальної точки в момент {\displaystyle t=0} ({\displaystyle {\vec {i}}}, {\displaystyle {\vec {j}}}, {\displaystyle {\vec {k}}} — орти).
У прикладі з каменем {\displaystyle x_{0}=y_{0}=z_{0}=0}, компоненти прискорення {\displaystyle a_{x}=a_{z}=0}, {\displaystyle a_{y}=-g}, початкова швидкість {\displaystyle v_{x0}=v_{0}\cos \alpha }, {\displaystyle v_{y0}=v_{0}\sin \alpha }, {\displaystyle v_{z0}=0}, при цьому {\displaystyle x(t)=v_{0x}t}, а отже, {\displaystyle y=\operatorname {tg} \alpha \cdot x-g/2v_{0}^{2}\cos ^{2}\alpha \cdot x^{2}}.

## Переміщення і швидкість
У разі рівноприскореного руху будь-яка з компонент швидкості, наприклад {\displaystyle v_{x}}, залежить від часу лінійно:
{\displaystyle v_{x}=v_{0x}+a_{x}t}.
При цьому зв'язок між переміщенням ({\displaystyle \Delta x=x-x_{0}}) вздовж координати {\displaystyle x} і швидкістю вздовж тієї ж координати такий:
{\displaystyle \Delta x={\frac {v_{x}^{2}-v_{0x}^{2}}{2a_{x}}}}.
Звідси можна отримати вираз для {\displaystyle x}- складової кінцевої швидкості тіла за відомих {\displaystyle x}-складових початкової швидкості і прискорення:
{\displaystyle v_{x}=\pm {\sqrt {v_{0x}^{2}+2a_{x}\Delta x}}}.
Якщо {\displaystyle a_{x}=0}, то {\displaystyle v_{x}=v_{ox}}, а {\displaystyle \Delta x=v_{0x}t}.
Вирази для зміщень {\displaystyle \Delta y}, {\displaystyle \Delta z} і компонент швидкості вздовж координат {\displaystyle y} і {\displaystyle z} набувають такого ж вигляду, як для {\displaystyle \Delta x} і {\displaystyle v_{x}}, але символ {\displaystyle x} усюди слід замінити на {\displaystyle y} або {\displaystyle z}.
У підсумку, за теоремою Піфагора, модуль переміщення буде
{\displaystyle |\Delta {\vec {r}}|={\sqrt {(\Delta x)^{2}+(\Delta y)^{2}+(\Delta z)^{2}}}},
а модуль кінцевої швидкості знайдемо як
{\displaystyle |{\vec {v}}|={\sqrt {v_{x}^{2}+v_{y}^{2}+v_{z}^{2}}}}.
Рівноприскорений рух не може відбуватися необмежено довго: це означало б, що, починаючи з якогось моменту часу {\displaystyle t}, модуль швидкості тіла {\displaystyle |{\vec {v}}|} перевищить величину швидкості світла у вакуумі {\displaystyle c}, що виключено теорією відносності.

## Умова здійснення
Рівноприскорений рух реалізується, коли на тіло (матеріальну точку) діє стала сила {\displaystyle {\vec {F}}}, зазвичай в однорідному гравітаційному або електростатичному полі, якщо величина швидкості тіла значно менша, ніж швидкість світла {\displaystyle c}. Тоді, за другим законом Ньютона, прискорення буде
{\displaystyle {\vec {a}}={\frac {\vec {F}}{m}},}
де через {\displaystyle m} — маса тіла. У прикладі з каменем роль {\displaystyle {\vec {F}}} відіграє сила тяжіння.
Якщо ж швидкість тіла порівнянна зі швидкістю світла, то закон Ньютона в наведеному вигляді непридатний. При цьому, в разі дії сталої сили, відбувається так званий релятивістський рівноприскорений рух, за якого сталим є тільки власне прискорення, а прискорення у фіксованій інерційній системі відліку наближається з часом до нуля в міру наближення величини швидкості до її межі {\displaystyle c}.

## Теорема про кінетичну енергію точки
Формула переміщення при рівноприскореному русі використовується для доведення теореми про кінетичну енергію. Для цього слід перенести прискорення в ліву частину і домножити обидві частини на масу тіла:
{\displaystyle ma_{x}\Delta x={\frac {mv_{x}^{2}}{2}}-{\frac {mv_{0x}^{2}}{2}}}.
Записавши аналогічні співвідношення для координат {\displaystyle y} і {\displaystyle z} і підсумувавши всі три рівності, отримаємо співвідношення:
{\displaystyle {\vec {F}}\cdot \Delta {\vec {r}}={\frac {mv^{2}}{2}}-{\frac {mv_{0}^{2}}{2}}}.
Зліва стоїть робота сталої рівнодійної сили {\displaystyle {\vec {F}}}, а праворуч — різниця кінетичних енергій у кінцевий і початковий моменти руху. Отримана формула являє собою математичний вираз теореми про кінетичну енергію точки для випадку рівноприскореного руху.

## Рівнозмінний рух
Рівнозмінним називають рух, за якого тангенціальна (паралельна швидкості) складова прискорення стала. Такий рух не є рівноприскореним, крім ситуації, коли він відбувається вздовж прямої, але в математичному плані його можна розглянути аналогічно.
У цьому випадку вводиться узагальнена координата {\displaystyle S}, яку часто називають шляхом, що відповідає довжині пройденої траєкторії (довжині дуги кривої). Таким чином, формула набуває вигляду:
{\displaystyle \Delta S={\frac {v^{2}-v_{0}^{2}}{2a_{\tau }}}},
де {\displaystyle a_{\tau }} — тангенціальне прискорення, яке «відповідає» за зміну модуля швидкості тіла. Для швидкості маємо:
{\displaystyle v=\pm {\sqrt {v_{0}^{2}+2a_{\tau }\Delta S}}}.
При {\displaystyle a_{\tau }=0} маємо рух зі сталою за модулем швидкістю.
Іноді прикметник рівнозмінний замінюють на криволінійний равноприскорений, що вносить плутанину, оскільки, скажімо, рівноприскорений рух каменя по кривій (параболе) в поле тяжіння не рівнозмінний.